# Imbangalas
Os imbangalas, mbangalas ou jagas-imbangalas são um povo que habita Angola. Constituem provavelmente um subgrupo dos jagas, invasores da região de Cassange nos séculos XVI e XVII.

## História
São, possivelmente, originários da África Central. Invadiram o atual território angolano no início do século XVII. Estabeleceram-se na Baixa de Cassange, ou seja, entre os rios Cuango e Cuanza.
Suas origens ainda são controversas. Geralmente estão incluídos entre os jagas, que atacaram o reino do Congo durante o reinado de Álvaro I.
Na década de 1960, foi estabelecido que as tradições orais do reino Lunda sugerem que ambos os jagas citados acima se originaram no reino Lunda e de lá saíram durante o século XVII. Outra teoria sugere que os imbangalas se originaram no Planalto Central de Angola ou na região litorânea subjacente.
O primeiro registro escrito sobre os imbangalas foi feito pelo navegante inglês Andrew Battell, que viveu com eles por dezesseis meses por volta de 1600-1601. O relato localiza os imbangalas no litoral e no planalto angolanos, ao sul do rio Cuanza. Os líderes imbangalas teriam dito a Battell que eles teriam vindo de um lugar chamado Elembê. A história de Battell foi publicada por Samuel Purchas parcialmente em 1614 e integralmente em 1625.
Os portugueses se interessaram pelos imbangalas mais ou menos na mesma época em que Battell viveu inicialmente entre eles. Battell foi para o território bangala em companhia de comerciantes portugueses que compravam os prisioneiros de guerra dos imbangalas para vendê-los como escravos. Nessa época, os imbangalas atuavam como saqueadores, pilhando o país em busca de vinho de palma.
A capacidade militar e a crueldade dos imbangalas despertaram a atenção dos colonos portugueses, que viviam uma trégua em sua guerra contra o reino do Dongo durante a primeira etapa do período colonial (1575–1599). Apesar de professarem publicamente desgosto pelos costumes imbangalas, os governadores portugueses de Luanda algumas vezes contrataram os imbangalas para suas campanhas, começando por Bento Banha Cardoso em 1615 mas principalmente no caso de Luís Mendes de Vasconcelos e seu assalto de 1618 ao Reino do Dongo.
Mendes de Vasconcelos empregou três esquadrões de imbangalas mas logo percebeu que eles não tinham disciplina suficiente para integrar as forças portuguesas. O esquadrão liderado por Cassange, em particular, se livrou do controle português e iniciou uma jornada de pilhagem que resultou na formação do reino de Cassange, na bacia do rio Cuango. Essa foi a origem da atual etnia dos imbangalas, que renunciou a seus costumes militares no final do século XVII.
Outro esquadrão imbangala chamado Caza se uniu ao Reino do Dongo e passou a lutar contra os portugueses, embora eventualmente viesse a trair a rainha Ana de Sousa em 1629, frustrando a intenção desta de preservar a independência do Reino do Dongo a partir de uma base nas ilhas do rio Cuanza. Após a breve tentativa de reunião do Dongo com Cassange em 1629-1630, a rainha foi para o reino da Matamba e, lá, formou seu próprio esquadrão imbangala, liderado pelo homem chamado de Jinga Mona ("filho de Ana de Sousa"). Acredita-se que a rainha tenha se submetido ao rito de iniciação imbangala, golpeando um bebê.
No final do século XVII, os imbangalas originais localizados ao sul do rio Cuanza firmaram alianças com grupos ovimbundos como os bienos, os huambos e os ambalundos. No século XVIII, os costumes dos imbangalas tenderam a ficar mais moderadosː por exemplo, a antropofagia ficou restrita a rituais e, algumas vezes, passou a ser meramente simbólica (no século XIX, imbangalas do Planalto Central de Angola ainda praticavam um ritual chamado de "comendo o homem velho").

## Costumes
Os imbangalas eram uma sociedade completamente militarizada, baseada inteiramente em ritos de iniciação, ao contrário dos demais grupos étnicos africanos, que se baseiam em ritos de parentesco. Para impedir que o parentesco tomasse o lugar da iniciação, todas as crianças nascidas numa aldeia eram assassinadas. As mulheres podiam deixar suas aldeias para terem seus filhos, mas, quando voltavam, as crianças só eram consideradas imbangalas após terem participado dos ritos de iniciação. De modo semelhante ao da antiga Esparta, as crianças eram treinadas diariamente em combate individual e em grupo.
Durante o treinamento, se usava um colar que só poderia ser retirado depois que o praticante matasse um homem durante uma batalha. Os imbangalas se cobriam com um unguento chamado maji a samba, o qual eles acreditavam lhes conferir imunidade nas batalhas, desde que o guerreiro seguisse um código de conduta chamado yijila. Esse código incluía infanticídio, antropofagia e absoluta ausência de covardia.
Os guerreiros eram conhecidos como nugnza (singular: gonzo) e eram divididos em doze grupos, cada um deles liderado por um musungo. Esses doze esquadrões eram parte de um quilombo, uma cidade fortificada temporária cercada por uma paliçada de madeira. Cada quilombo tinha doze portõesː um para cada esquadrão. O exército imbangala entrava no campo de batalha com uma formação de três dentes similar à famosa formação zulu de touro e chifre. A formação era composta pelo chifre direito (mutanda), o chifre esquerdo (muya) e a vanguarda (muta ita) no centro. Suas armas principais eram o porrete e a machadinha, mas também incluíam o arco e flecha, a faca e a espada.
Os imbangalas não permitiam que suas mulheres dessem, à luz, crianças. Para recompor sua população, eles capturavam adolescentes e forçavam-nos a lutar em seu exército. Em método semelhante ao utilizado com as atuais crianças-soldados, os jovens cativos eram forçados a matar e comer pessoas e consumir bebidas alcoólicas, e somente eram admitidos como membros plenos após matar alguém em uma batalha. Antropofagia, sacrifício humano ritual e tortura faziam parte do que observadores do século XVII chamaram de "leis da quixila" (do quimbundo kixila, "proibição").